# Anime ton week-end
Anime ton week-end était une émission de télévision française pour la jeunesse diffusée sur France 2 du 3 octobre 1998 au 25 juin 2000.

## Histoire
En octobre 1998, France 2 ouvre une nouvelle case horaire consacrée aux programmes jeunesses et programmé avant la diffusion de l'émission Thé ou Café.

## Diffusion
L'émission était diffusée le week-end de 6 h 10 à 7 h 0 ,

## Programmes
- Bucky O'Hare
- Casper et ses amis
- Dodo, le retour[5]
- Donkey Kong Country
- Eek le chat
- Grand mère est une sorcière
- Inspecteur Mouse[6]
- Ivanhoë : Chevalier du Roi
- L'Île de Noé[7]
- La Famille Addams
- Le clan des survivants
- Le retour du chat fantôme
- Les Jules, chienne de vie...
- Les Multoches !
- Les Animaux du Bois de Quat'sous
- Les aventures d'Hyperman (The Adventures of Hyperman (en))
- Les bêtises de Denis (Denis la Malice)
- Les contes enchantés
- Les Cow-Boys de Moo Mesa
- Les Enfants du Mondial[8]
- Les Histoires farfelues de Félix le Chat
- Les tribulations du Cabotin
- Li'l Elvis Jones et les Truckstoppers (en)
- Lupo Alberto
- Mortal Kombat : Les Gardiens du royaume[9]
- Pocahontas, princesse des Indiens d'Amérique
- Princesse Shéhérazade
- Robinson Sucroë
- SOS bout du monde
- Simba, le roi lion
- Sky Dancers (en)
- Tortues Ninja : Les Chevaliers d'écaille
- Willi souris globe trotter